# خورخي كويلهو
خورخي كويلهو (بالبرتغالية: Jorge Coelho‏) مواليد 18 أكتوبر 1978 في لشبونة، هو لاعب كرة سلة برتغالي. بدأ مسيرته الاحترافية في سنة 1997. يلعب مع فريق نادي ماديرا لكرة السلة كلاعب وسط. يبلغ طوله 6 قدم 7 بوصة (2.0 م).

## المسيرة الاحترافية
لعب مع سيكسال من سنة 1997 إلى 1999، ثم لعب مع بالينينسيس لكرة السلة من سنة 2003 إلى 2006، ثم لعب مع خيخون لكرة السلة في موسم 2008–2009، ثم لعب مع نادي ماديرا لكرة السلة في سنة 2010.

## روابط خارجية
- خورخي كويلهو على موقع الاتحاد الدولي لكرة السلة (الإنجليزية)
- خورخي كويلهو على موقع كرة السلة الأوروبية.كوم (الإنجليزية)
- خورخي كويلهو على موقع ريلجم (الإنجليزية)
- خورخي كويلهو على موقع بروبوليرز (الإنجليزية)